# Prostitution i Finland

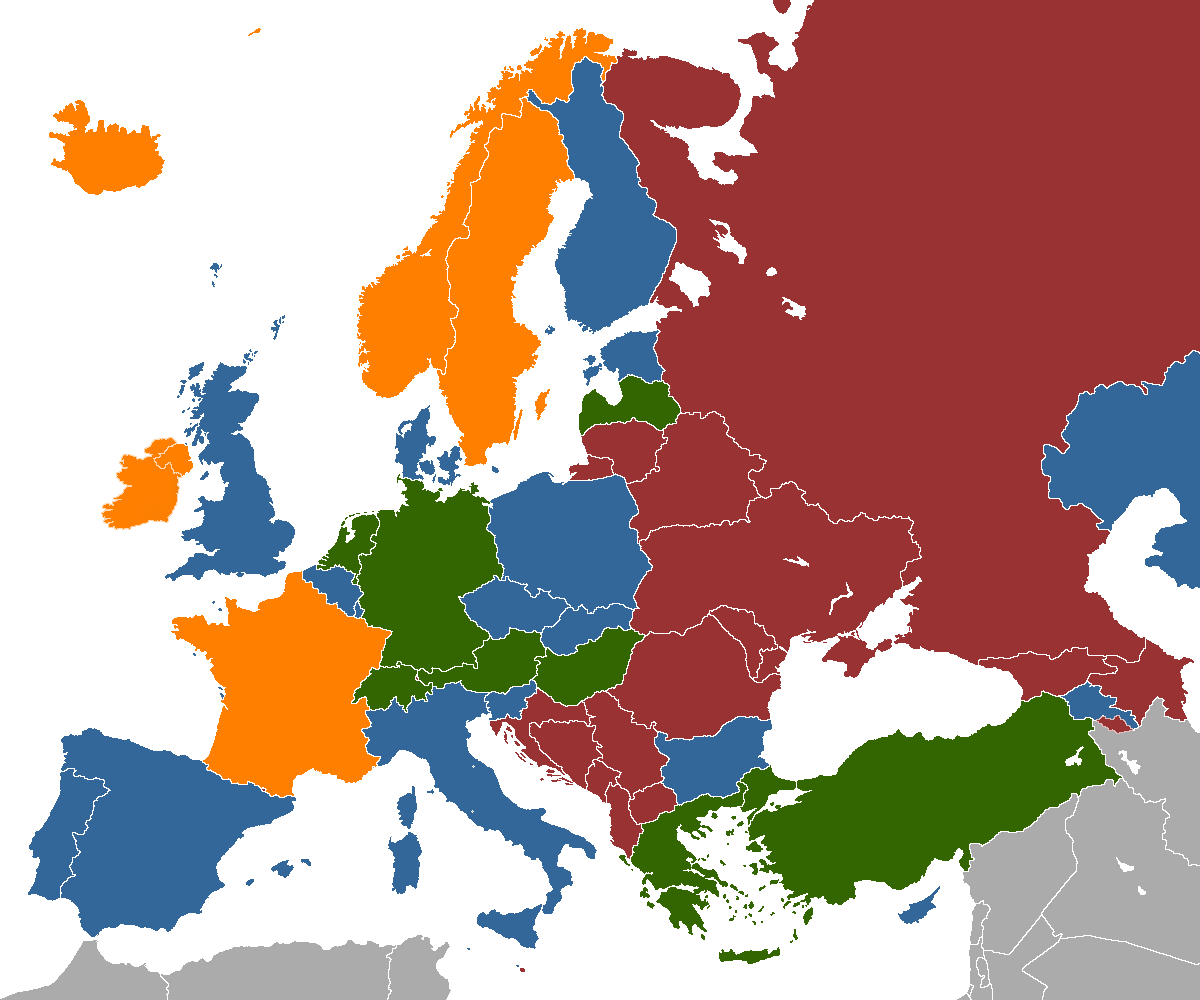
Legaliteten för prostitution i Europa:
Legaliserat och reglerat
Bordeller och koppleri förbjudet
Sexköp, bordeller och koppleri förbjudet
Förbjudet

Prostitution i Finland är laglig. Prostitutionen i landet kan bland annat förekomma som eskortservice eller – alltmer sällan – som gatuprostitution. Bordeller är förbjudna sedan sent 1800-tal, liksom koppleri i övrigt. Sexköp av offer för människohandel är olagligt sedan 2006.

## Historik

### 1800-talet och tidigt 1900-tal
Helsingfors växte under 1800-talet, med en mängd nya invånare i olika nya samhällssektorer. Mansdominerade samhällskategorier som studenter, universitetslärare, ämbetsmän, ryska officerare och sjömän gynnade tillväxten av krogar och senare även bordeller. De första bordellerna öppnade i Kronohagen och på Skatudden, och senare etablerades sådana även i Sandviken och Rödbergen. De inrättades ofta i vanliga höghuslägenheter eller i delar av större trähus. Bordellvärden var ofta en kvinna runt 40 års ålder och med bakgrund i arbetarklassen. I mitten av 1800-talet fanns dock endast enstaka bordeller i Helsingfors, ofta med cirka fem kvinnor. 
Mot slutet av århundradet kunde 1 procent av invånarna i Helsingfors klassas som prostituerad. Kvinnor drevs in i prostitution genom frånvaron av ett socialt skyddsnät, och den bristen försämrade också deras möjligheter att senare ta sig ur prostitutionen. De flesta prostituerade arbetade ensamma och skaffade kunder genom kontakter på gatan. När det 1884 blev olagligt att driva bordell i Helsingfors, ökade också mängden gatuprostituerade; många av dessa syntes nattetid i kvarteren mellan Mannerheimvägen och Fabiansgatan.
Det reglementerade prostitutionssystemet infördes i Finland genom grundandet av en besiktningsbyrå vid Helsingfors polisinrättning 1847. Systemet, som innebar tvingande och systematiska hälsovårdskontroller av misstänkta prostituerade (men ej dito sexköpare), ogillades av samhällsreformister. Dessa ville höja samhällsmoralen i stort och verkade även för ett avskaffande av prostitutionen som fenomen.
En del samhällsreformister samlades i Federationen, grundad 1880 efter förebild från Svenska Federationen; det var Federationen som 1884 såg till att bordellverksamheten olagligförklarades i Helsingfors. Den nya författningen om veneriska sjukdomar 1894 och det nya reglementet 1896 sågs som en framgång. När nya instruktioner 1907 flyttade ansvaret för de veneriska besiktningarna från polisen till hälsovårdsmyndigheterna, definierade myndigheterna den reglementerade prostitutionen för avskaffad. Därmed upphörde moralreformisternas intresse för frågan. Frågan kring prostitution övergick sedan till kvinnorörelsen, och de finska kvinnoorganisationerna grundade på 1910-talet en gemensam sedlighetskommitté, som höll ett stort sedlighetsmöte år 1917.

### 1900-talet
Under mellankrigstiden minskade moralreformens samhälleliga tyngd ytterligare, och aktivismen mot den – lagliga – prostitutionen leddes av kvinnor. Prostitutionen var mer osynlig i samhället, och i Tammerfors under 1950-talet kunde prostituerade ibland räknas in i den luddiga termen "lösdrivare".

### Modern tid
Under 2000-talet verkar endast en liten del av de prostituerade inom gatuprostitution. 2016 bedömde en representant för polisen att endast en handfull av de uppskattningsvis 300 dagligen prostituerade i Huvudstadsregionen "på gatan". En allt större del av prostitutionen försiggår numera med koppling till Internet, bland annat som eskortservice.
Den största delen av sexsäljarna i Finland härrör numera från Östeuropa, en del andra från olika afrikanska länder eller från Thailand. De verkar ofta via Internet och med eskortservice, gatuprostitution respektive vid salonger för thaimassage. Antalet sexarbetare med ursprung i Ryssland hade under åren fram till 2016 minskat, enligt polisen på grund av den förbättrade levnadsstandarden hemma i Ryssland.
I Finland beskrivs prostitutionen numera ofta som sexarbete, och ordet prostituerad kan då ses som förminskande av sexsäljarnas egenmakt. Koppleri av olika slag är förbjudet enligt Finlands kopplerilag. I Finland är sedan 2006 köp av en sexuell tjänst från ett offer för människohandel olagligt, sedan 2016 även om sexköparen själv inte är medveten om det.